# Sportfreunde Siegen (féminines)
Le Sportfreunde Siegen est un club de football féminin situé à Siegen dans le Land de Rhénanie-du-Nord-Westphalie. Ce fut un des clubs-phare du football féminin allemand avant la réunification, lorsque le club évoluait sous le nom TSV Siegen. En 1997, le TSV Siegen devient la section féminine du Sportfreunde Siegen.

## Historique
- 1997 : Intégration de l'équipe féminine du TSV Siegen, le Sportfreunde Siegen prend la place du TSV en Bundesliga féminine.
- 1998 : Avec la réduction du nombre d'équipes en Bundesliga de 22 à 12, le club parvient à se maintenir.
- 2000 : Le club termine à la 3e place en Bundesliga et dispute la finale de la Coupe d'Allemagne.
- 2001 : Malgré une 8e place en Bundesliga, le club n'obtient pas de licence et sera relégué.
- 2003 : Relégation en troisième division.
- 2004 : Relégation en quatrième division.
- 2005 à 2023 : Le club s'établit en troisième division avec quelques passages en 4e division (2009-2010, 2016 à 2020).
- 2024 : Avant la saison 2024-2025, le club se retire de la Regionalliga Ouest (3e division) et redémarre au cinquième niveau du football féminin allemand.

## Palmarès du TSV Siegen
- Championnat d'Allemagne (6): 1987 - 1990 - 1991 - 1992 - 1994 - 1996
- Coupe d'Allemagne (5): 1986 - 1987 - 1988 - 1989 - 1993

## Palmarès du Sportfreunde Siegen
- Coupe d'Allemagne
  - Finaliste en 2000

## Anciennes joueuses
- Petra Bartelmann
- Christine Chaladyniak
- Doris Fitschen
- Andrea Haberlass
- Louise Hansen
- Marion Isbert
- Rike Koekkoek
- Michaela Kubat
- Frauke Kuhlmann
- Monika Meyer
- Jutta Nardenbach
- Silvia Neid
- Rosemarie Neuser
- Sissy Raith
- Silke Rottenberg
- Britta Unsleber
- Martina Voss